# Henry Bernet
Henry Bernet (* 25. Januar 2007 in Basel) ist ein Schweizer Tennisspieler. 2025 gewann er die Juniorenausgabe der Australian Open.

## Persönliches
Henry Bernet wurde als Sohn von Robert und Michèle Bernet in Basel geboren und hat einen älteren Bruder namens Louis und eine jüngere Schwester namens Amy. Mit 15 Jahren zog er nach Biel/Bienne, um am nationalen Leistungszentrum von Swiss Tennis zu trainieren. Er gehört dem Verein BSC Old Boys Basel an, dessen Präsidentin seine Tante Marianne Bernet ist.
Wegen seiner einhändig gespielten Rückhand wird er in der Schweiz häufig mit Roger Federer verglichen.

## Karriere
Bernet spielt seit 2021 auf der ITF Junior Tour. Im Jahr 2022 sicherte er sich die ersten Titel bei unterklassigen Turnieren, mit je drei Erfolgen im Einzel und Doppel. 2023 folgten ein Einzeltitel der Kategorie J100 sowie sechs Doppeltitel von mittlerer Wertigkeit. 2024 nahm Bernet an drei der vier Grand-Slam-Turniere teil und erreichte im Einzel den Viertelfinal der French Open sowie im Doppel den Halbfinal der US Open. 
Bernet gewann am im Januar 2025 als erster Schweizer das Juniorenturnier der Australian Open. An seinem 18. Geburtstag triumphierte er in Melbourne mit 6:3, 6:4 gegen den US-Amerikaner Benjamin Willwerth.
Er erreichte 2025 mit Platz 6 seine höchste Notierung in der Junioren-Rangliste.
Sein erstes Profiturnier spielte Bernet 2023, womit er sich einen Platz in der Weltrangliste sichern konnte. Im Juli 2024 beeindruckte er mit dem Einzug in den Viertelfinal beim Challenger-Turnier in Zug, wo er die Nummer 165 der Welt, Juan Pablo Varillas, in zwei Sätzen besiegte. Er war der erste Spieler seines Jahrgangs (2007), der einen Viertelfinal bei einem Challenger erreichte. Ebenfalls überraschend war sein klarer Sieg gegen den Weltranglisten-77. Fabio Fognini in der Qualifikation der Swiss Indoors Basel 2024, eines Turniers der ATP Tour. In der letzten Qualifikationsrunde unterlag er seinem Landsmann Jérôme Kym. Im Doppel trat Bernet gemeinsam mit Kym an und schlug die chilenische Paarung Nicolás Jarry und Alejandro Tabilo in der ersten Runde, schied aber in der nächsten Runde aus. Durch die erreichten 90 Punkte stieg Bernet in die Top 500 der Doppel-Weltrangliste auf.